# Niedźwice
Niedźwice – wieś sołecka w Polsce położona w województwie świętokrzyskim, w powiecie sandomierskim, w gminie Koprzywnica. 
W administracji kościelnej rzymskokatolickiej wieś położona w archidiecezji lubelskiej, w diecezji sandomierskiej, w dekanacie koprzywnickim, w parafii pw. św. Floriana.
W latach 1954–1972 wieś należała i była siedzibą władz gromady Niedźwice. W latach 1975–1998 miejscowość położona była w województwie tarnobrzeskim.
| SIMC    | Nazwa      | Rodzaj    |
| ------- | ---------- | --------- |
| 0796631 | Błonie     | część wsi |
| 0796648 | Góra       | część wsi |
| 0796654 | Lisiny     | część wsi |
| 0796660 | Ogrody     | część wsi |
| 0796677 | Spławy     | część wsi |
| 0796683 | Zamłynie   | część wsi |
| 0796690 | Za Wąwozem | część wsi |

Wśród obiektów fizjograficznych występują nazwy: Błonie, Góra, Jeziórki, Lisiny, Międzyrzecze, Ogrody, Piaski, Spławy, Za Wąwozem, Zadrodze, Zamłynie.
W 1998 Niedźwice miały 321 mieszkańców i 82 gospodarstw o łącznej powierzchni 245,78 ha. Obecnie w Niedźwicach znajduje się Szkoła Podstawowa.

## Historia
Wieś Niedźwice (także Niedrzwice) w źródłach historycznych nosi nazwę: Niedrwicze, Nyedcziwicz, Nyedruicz, Nyedrwy i Nyedrwycza. Pierwsza poświadczona źródłowo wzmianka o tej wsi pochodzi z 1362 r. Początkowo wieś należała do rycerzy z rodu Powałów. Około 1450 r. władał tą wsią szlachetny Niedrzwicki (pisał się: Niedrwicki vel Niedrwiecki vel Niedrzwicki vel Niedrzwiński herbu Ogończyk).
W 1470 r. dziedzicem wsi Niedrzwice był szlachetny Jan Nyedrzwyczky herbu Powała. Jego kuzyn, Stanisław z Niedrwicy podpisał unię polsko-litewską (1569) jako poseł sandomierski. Z kolei wnuk tegoż, Andrzej dziedzic Niedźwic, w 1590 r. był kasztelanem połanieckim i podkomorzym sanockim. Córka jego Barbara, odziedziczyła wieś i jako posag wniosła do małżeństwa ze szlachetnym Krzysztofem Stadnickim, przez co Niedźwice przeszły do rodziny Stadnickich.
W 1827 r. wieś (prywatna) miała 31 domów i 129 mieszkańców. W 1884 r. Niedźwice miały 30 domów i 200 mieszkańców, młyn wodny; ziemi dworskiej było 366 mórg, a włościańskiej 138 mórg.
Według spisu powszechnego z roku 1921 Niedźwice (albo Niedrzwice) miały 25 domy i 201 mieszkańców, w tym 12 Żydów Była tu 2 klasowa Publiczna Szkoła Powszechna. Folwark był własnością rodziny Niwińskich (do 1944 r.); był tu 1 dom (w parku, drewniany dwór z końca XVIII w.) i 6 mieszkańców.
W czasie II wojny światowej kilkoro mieszkańców wsi działało w ruchu oporu.

## Zabytki
Zespół dworski z końca XVIII w., w którego skład wchodzi drewniany dwór, piwnica lamusa oraz pozostałości parku; wpisany do rejestru zabytków nieruchomych (nr rej.: A.695 z 1.03.1967, z 14.06.1977 i z 15.04.1985).